# Newton Diehl Baker
Newton Diehl Baker (Martinsburg, 3 dicembre 1871 – 25 dicembre 1937) è stato un politico statunitense.

## Biografia
Fu il quarantasettesimo segretario alla Guerra degli Stati Uniti,  sotto il presidente degli Stati Uniti d'America Thomas Woodrow Wilson (28º presidente).
Studiò all'Università Johns Hopkins e terminò il suo percorso di studi alla Washington and Lee University. Nel 1894 diventò segretario del ministro generale delle poste William L. Wilson. Il 5 luglio 1902 sposò Elizabeth Leopold.
Il 9 marzo 1916 fu nominato d'urgenza segretario alla Guerra da Wilson a causa dell'attacco improvviso del generale messicano Francisco "Pancho" Villa alla città di Columbus quello stesso giorno.